# 熊元 (正德進士)
熊元（1485年—？），字孟才，廣東廣州府南海縣人，民籍，明朝政治人物。

## 生平
廣東鄉試第六十九名舉人。正德十二年（1517年）中式丁丑科會試第三百三十七名，登第三甲第二百一十五名進士。兵部观政，卒。

## 家族
曾祖熊祖福；祖父熊麟；父熊應瑞，母梁氏。具庆下。弟熊凯。